# Balkuling
Balkuling is een plaats in de regio Wheatbelt in West-Australië.

## Geschiedenis
Ten tijde van de Europese kolonisatie leefden de Balardong Nyungah in de streek. Ze werden door de Aborigines die aan de kust leefden de "heuvelmensen" genoemd.
De streek werd in het begin van de 20e eeuw door de overheid voor landbouw en vestiging vrijgegeven. Diegenen die er zich vestigden kregen ongeveer 65 hectare grond gratis toegewezen, op voorwaarde dat ze de kavel binnen zeven jaar in cultuur brachten.
In 1907 werd een nevenspoor langs de spoorweg tussen York en Bruce Rock aangelegd en Balkuling genoemd. Het werd soms 'Balcooling' geschreven en was de Aboriginesnaam voor een nabijgelegen plaats. De naam heeft vermoedelijk iets te maken met wandelen vermits 'kulin' of 'goolin' wandelen betekent. In 1920 werd het plaatsje officieel gesticht.
Van 1922 tot 1947 werd les gegeven in de gemeenschapszaal, de 'Balkuling Hall'. Daarna werd tot 1978 les gegeven in een schoolgebouw dat uit Bellakabella was ingevoerd. In de jaren 1920/30 werd in Balkuling cricket, tennis en golf gespeeld. Balkuling was een tijd een spookdorp.

## 21e eeuw
Balkuling maakt deel uit van het landbouwdistrict Shire of Quairading. Het was een tijd een spookdorp maar volgens de census van 2021 had het 21 inwoners.

## Ligging
Balkuling ligt langs de Quairading-York Road die in verbinding staat met de Great Southern Highway. Het ligt 192 kilometer ten oosten van Perth, 45 kilometer ten oosten van York en 28 kilometer ten westen van Quairading.
Balkuling ligt langs de spoorweg tussen York en Bruce Rock waarover enkel nog graantreinen van CBH Group rijden.